# Międzyrządowa Władza ds. Rozwoju
Międzyrządowa Organizacja ds. Rozwoju (ang. Intergovernmental Authority on Development - IGAD) – powstała w 1996, jako następczyni Międzynarodowej Władzy ds. Suszy i Rozwoju (ang. Intergovernmental Authority on Drought and Development - IGADD), powstałej w 1986.
Przyczyną założenia IGAD było wystąpienie wielkiej klęski suszy w latach 70. i 80. XX w. Jednym z najważniejszych problemów z jakimi walczą członkowie to deficyt wody pitnej. Siedziba organizacji ma swoje miejsce w stolicy Dżibuti, noszącej taką samą nazwę jak państwo. Do IGAD należy 6 państw - Dżibuti, Etiopia, Kenia, Somalia, Sudan i Uganda.
Najważniejszym organem IGAD jest Zgromadzenie Szefów Państw i Rządów, natomiast pozostałe to: Rada Ministrów, Komitet Ambasadorów, Sekretariat, Dyrektoriat ds. Współpracy Gospodarczej i Rozwoju Społecznego, Dyrektoriat ds. Rolnictwa i Środowiska, Dyrektoriat ds. Pokoju i Bezpieczeństwa, Dyrektoriat ds. Administracji i Finansów oraz Unia Międzyparlamentarna IGAD z siedzibą w stolicy Etiopii, Addis Abebie. Jednym z największych osiągnięć stowarzyszenia jest przyczynienie się do zawarcia pokoju w Sudanie w 2005.